# المدرسة (فرع العدين)

تعديل مصدري - تعديل

المدرسة محلة تابعة لقرية الزاهر، التابعة لعزلة العاقبة بمديرية فرع العدين إحدى مديريات محافظة إب في الجمهورية اليمنية، بلغ تعداد سكانها 39 حسب تعداد اليمن لعام 2004.